# Charles Forget
Ne doit pas être confondu avec Charles-Polydore Forget.
Pour les articles homonymes, voir Forget.
 (mars 2020).
Améliorez-le ou discutez des points à vérifier. 
Charles Forget, né le 25 janvier 1886 dans le 18e arrondissement de Paris et mort le 22 juillet 1960 dans le 14e arrondissement de Paris, est un peintre et graveur français.

## Biographie
- Si vous ne connaissez pas le sujet, laissez ce bandeau (vous pouvez alors contacter les auteurs).
- Si vous supprimez le contenu mis en cause (vous pouvez préalablement contacter les auteurs),

argumentez précisément cette suppression dans la page de discussion
(un manque de référence n'est pas un argument ; une recherche réelle de référence doit avoir été effectuée, être formellement documentée).

« Charles Forget, fils d'Auguste Forget, originaire de Pontorson, et d'Angeline Paignon, de Granville, eut une enfance bien encadrée par ses parents. [...] Il poursuivit sa scolarité dans l'école communale de la Rue Saint-Maur à Paris. Son caractère très indépendant le conduisit à quitter le domicile familial dès qu'il fut en âge de gagner sa vie. [...] lui permettant de dessiner et pratiquer la musique en jouant du cor et du cornet à pistons. Quelques dessins et aquarelles vendus, quelques cachets pour certains spectacles ou concerts lui permettaient de prolonger ses vacances artistiques. Cette période [...] fut interrompue par son incorporation au 282ème Régiment d'Infanterie de Montargis où il ne consacre pas uniquement son temps à des marches et exercices mais aussi à participer à des fêtes et des chasses en qualité de sonneur de trompe. Au retour à la vie civile le 9 octobre 1909, il reprit sa vie tantôt caviste, tantôt artiste jusqu'au jour où l'âge avançant, son père lui conseilla, s'il voulait un jour fonder un foyer, de stabiliser sa situation et le fit entrer à la Société du Gaz de Paris où lui-même était employé en qualité d'inspecteur. [...] Le travail au Gaz, les dessins, les aquarelles, la musique, c'est la bonne vie. Hélas de courte durée. Le 4 août 1914, départ de la Gare de Bercy à Paris pour une absence de quatre ans et demi. Démobilisé le 27 mars 1919 de la 6ème Infanterie de Saintes, bénéficiant des vacances de démobilisation, Charles Forget part à Dinan, dessinant dans cette magnifique ville, puis à Rouen et à Paris[...]. »

— Modèle:Texte de Jacques Forget(1925-2015)
Charles Forget épouse en 1924 à Paris Marie Slanska, originaire de Nové Město nad Metujía. Il est inhumé au cimetière parisien de Bagneux.
Ses œuvres sont répertoriées à partir de 1910 jusqu'au mois de mai 1960. Sa passion pour les arts plastiques ne le quittera pas jusqu'à sa mort. Charles Forget avait une capacité de travail très importante. Y compris pendant la Première Guerre mondiale, alors qu'il était mobilisé, il réalisait quatre cents dessins inspirés des tranchées et des soldats. Une soixantaine ont été exposés à Bouville (Eure-et-Loir). 
Pendant toute son existence, il parcourt les campagnes françaises avec son chevalet, sa boîte de peinture et son papier à dessin, à pied, à vélo ou par le train.
Il travaille beaucoup aussi en intérieur dans son atelier après avoir fait croquis, dessins aquarellés, lavis sur le terrain, il affronte le métal pour graver et réalise de nombreuses eaux-fortes. Il initie Émile Colinus à l'eau-forte dans son atelier.
Il transmet l'envie de créer à son fils Jacques Forget (1925-2015), qui étudie la gravure à l'École Boulle, puis le dessin et la peinture avec François Gall et Henri Nogaret (1927-2013), tout en développant une autre passion, celle de la photo et des chemins de fer.
Son neveu, Pierre Forget, se consacre à la gravure (taille-douce) et à l'illustration pour Bayard, devient professeur à l'école Estienne, et conçoit de très nombreux timbres-poste pour la France et des États africains.

## Collaboration avec des artistes contemporains
- Jules Couez (1897-1984)
- François Gall (1912-1987)
- Pierre-Jacques Pelletier (1869-1931)
- Émile Colinus (1884-1966)

## Collections publiques
- Paris, musée Carnavalet[6]
  - Paris, Bassin de la Villette, 1930, huile sur toile ;
  - Paris, Rue Beaubourg en 1930, dessin ;
  - Paris, Saint Étienne du Mont, 1930, estampe ;
  - Paris, Saint-Severin, 1929, estampe ;
  - Paris, Hôtel de Sens, estampe ;
  - Paris, Saint Nicolas du Chardonnet, 1907, estampe ;
  - Paris, L'Hôtel de Sens-Rue du Figuier, 4ème arrondissement, 1921, dessin ;
  - Paris, Rue du Jour, 1er arrondissement, 1922, dessin ;
  - Paris, Rue Saint-Bon, estampe ;
  - Gentilly, Tanneries au bord de La Bièvre sous la neige, 1931, huile sur toile ;
  - Gentilly, Tanneries Langaudin sur la Bièvre, 1932, huile sur toile.
- Sceaux, musée de l'Île-de-France[7] :
  - Paris, Baraques de zoniers-frites à la porte de Vanves, 1928, huile sur toile ;
  - Gentilly, Tanneries, vers 1933, huile sur toile ;
  - Gentilly, Le château du Paray (vue latérale), 1934, huile sur toile ;
  - Châtillon, rue Kléber, 1935, huile sur toile ;
  - Châtillon, rue des Pierrelais, 1937, huile sur toile ;
  - Vanves, Masures rue Jean Baptise Potin, 1944, huile sur toile ;
  - Vanves, Place du val temps lumineux, 1956, huile sur toile ;
  - Issy-les-Moulineaux, La Seine temps orageux, 1959, huile sur toile ;
  - Bagneux, Rue Étienne Dolet, 1949, plume et aquarelle sur papier ;
  - Bagneux, Le Presbytère et l'église, 1959, plume et aquarelle sur papier ;
  - Montrouge, Vieilles maisons, rue du Colonel Gillon, 1959, plume et aquarelle sur papier ;
  - Fontenay aux Roses, Ancienne rue Jean Jaurès, 1959, plume et aquarelle sur papier ;
- Angers (Maine et Loire), Archives Patrimoniales d'Angers
  - Maisons à colombages de la Rue Baudrière et Rue de l'Évéché, aquarelles[8]
- Dreux, musée d'art et d'histoire :
  - Dreux, le marché place Métezeau, huile sur toile ;
  - Chalutier morutier « l'Angélus » dans le port de Saint-Malo, huile sur toile, 1955.
- Morlaix, Musée de Morlaix : 
  - grande rue d'en bas, 1948, huile sur toile.
  - Vieilles rues, Grande rue, 1923, aquarelle sur papier.

À l'étranger :
- Québec, Musée national des beaux-arts du Québec[9]

## Salons
- Salon d'automne (1926, 1930) ;
- Salon d'hiver ;
- Salon des indépendants (1931,1932, 1934,1938) ;
- Salon des artistes français (1921, mention honorable architecture, 1922, 1923, mention honorable gravure, 1924,1925) ;
- Salon de la Société nationale des beaux-arts (1928, 1929,1930, 1931, 1932, 1933, 1937, 1938).
- Exposition Internationale Paris (1937).
- Exposition Itinéraires des artistes à Morlaix (2019).

## Expositions
- L'Haÿ-les-Roses: La Bièvre (années 80).
- Bagneux: Au fil de la Bièvre (16/09-28/10/2020) au Plus Petit Cirque du Monde.